# Yefim Bogoliúbov
Yefim Dmítrievich Bogoliúbov, en alemán Ewfim Dimitrijewitsch Bogoljubow (ortografía que él mismo usaba),[cita requerida] en ruso Ефим Дмитриевич Боголюбов, (14 de abril de 1889-18 de junio de 1952), fue un destacado maestro ajedrecista de origen ucraniano. Emigró a Alemania en 1926 y en 1951 se le otorgó el título de Gran Maestro Internacional por la Federación Internacional de Ajedrez. Su apellido significa "amado por Dios" en ucraniano.

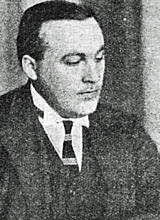
Yefim Bogoliúbov en 1925.

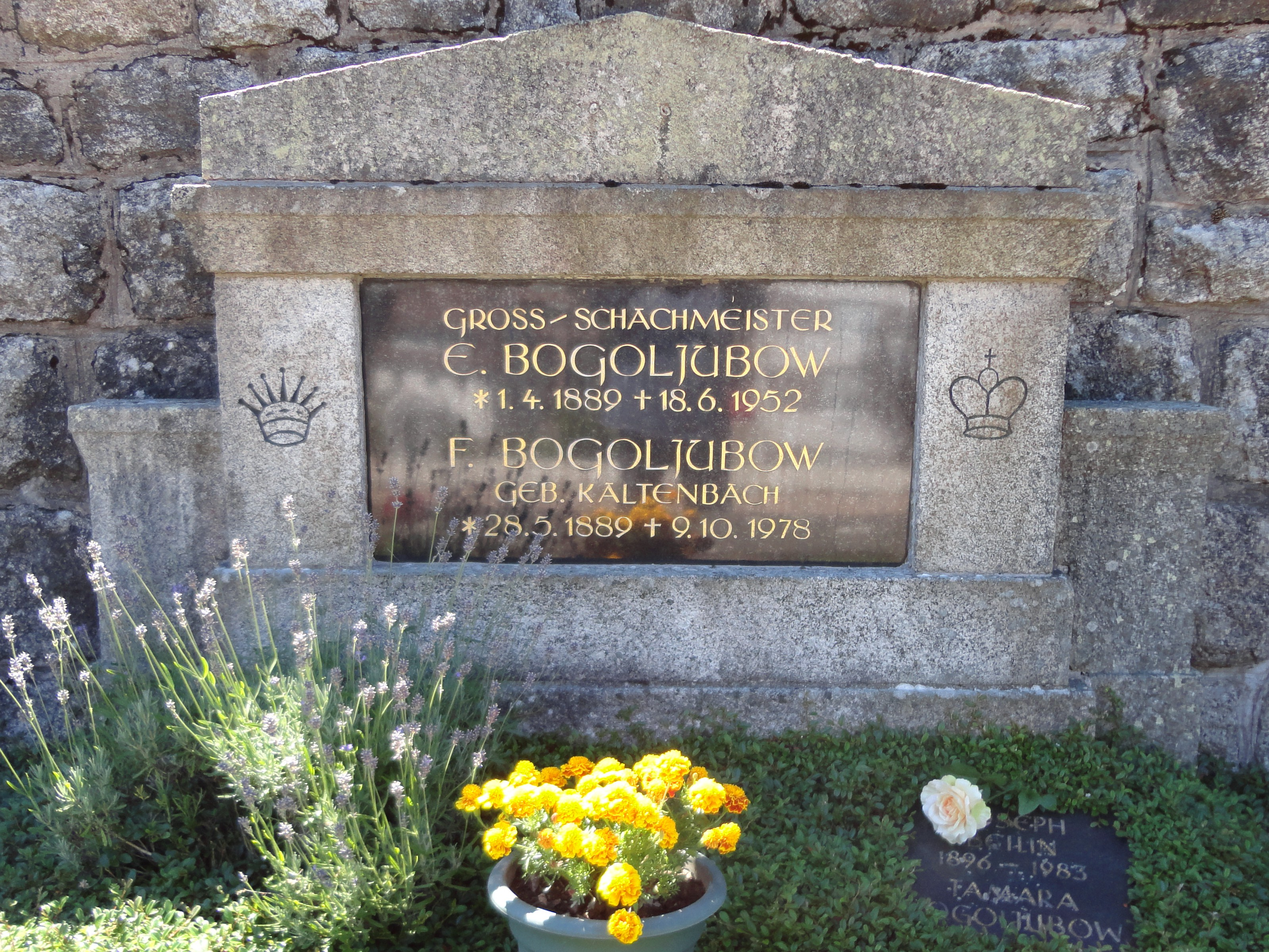
Tumba de Yefim Bogoliúbov en Triberg im Schwarzwald (1.4.1889-18.6.1952)

Fue uno de los mejores jugadores de la primera mitad del siglo, pero la coincidencia en el tiempo con grandes genios del ajedrez, como Capablanca y Aleksandr Alejin, y su desempeño errático no le permitió alcanzar el más alto grado del escalafón.
Su estreno como jugador de élite fue en el torneo Panruso de 1913 y en Mannheim 1914 donde quedó octavo. Al comenzar la Primera Guerra Mundial se encontraba en Mannheim (Alemania), y aquí pasó la guerra confinado por ser ciudadano ruso, junto con otros ajedrecistas compatriotas. Ganó cinco de los siete torneos que se organizaron durante el confinamiento, y en los otros dos quedó segundo. Terminó casándose con una alemana y adoptando esta nacionalidad.
En la década de 1920, su carrera fue meteórica. En 1925, venció en el torneo de Moscú, donde jugaban Emanuel Lasker, José Raúl Capablanca, Frank Marshall, Carlos Torre, Savielly Tartakower, Richard Réti, Franz Grünfeld, Akiba Rubinstein y Rudolf Spielmann. Ocupó el primer puesto en los torneos de Piestany de 1922, Carlsbad 1923 y Bad Kissingen 1928.
Otros torneos menos importantes fueron el de Cuatro Maestros de Berlín en 1919, Estocolmo 1919 y 1920, Kiel 1922, cuatro campeonatos de Rusia, de 1924 a 1925, el torneo de Breslau de 1925, Berlín 1926, Bad Homburg 1927 y Berlín 1928.
Gracias a todos estos resultados pudo retar a Alejin dos veces con el título mundial en juego. Fueron encuentros muy disputados. En la primera ocasión, en 1929 perdió 15,5–9,5; en la segunda (1934) volvió a ser derrotado 15,5–10,5. La derrota en ambos casos minó la confianza de Bogoliúbov, poco antes inquebrantable. 
En 1933, se le negó la participación en el "Campeonato de Alemania" porque de acuerdo con las leyes vigentes en ese momento, era ciudadano alemán pero no de "sangre alemana". En el período hasta la Segunda Guerra Mundial, ganó en 1935 en Bad Nauheim [17] y Bad Saarow, en 1936, 1937 y 1938 en Bad Elster, en 1938 en Karlsruhe y en 1939 en Stuttgart. En el mismo año fue derrotado en un concurso del prometedor joven talento Erich Eliskasescon 8.5: 11.5 (+3 = 11 −6). En 1941 perdió contra Max Euwe en Karlsbad con 3.5: 6.5 (+2 = 3 −5). Después de estos encuentros sus actuaciones en torneos fueron irregulares. Alternó primeros puestos (Bad Nauheim 1935, Stuttgart 1939) con actuaciones mediocres. 
Durante la guerra, Bogolyubov aceptó una invitación del "gobernador general" amante del ajedrez de la Polonia ocupada, Hans Frank (que también fue anfitrión del campeón mundial Alekhine durante mucho tiempo en Cracovia), y se mudó a la gobernación general, donde participó en varios torneos y eventos de ajedrez. También trabajó como traductor en la administración de Cracovia. Tras la Segunda Guerra Mundial dejó de codearse con la élite mundial. Su reputación en la FIDE fue dañada y hubo de sufrir un período de aislamiento por haber jugado en la Alemania nazi. Cuando el título de Gran Maestro se otorgó a varios maestros merecedores en 1950, se le pasó por alto. No fue hasta 1951 que recibió el título. 
Entre los encuentros individuales más importantes logró vencer a Aron Nimzowitsch, Max Euwe (dos veces), Stahlberg, Romanovski, Rödo, Kieninger, Grob, pero perdió, además de con Alejin, con Rubinstein, Spielmann, Euwe, Eliskases y Ahues.
La apertura Bogo-India 1.d4 Nf6 2.c4 e6 3.Nf3 Bb4+ (en notación algebraica) fue nombrada en su honor.

## Citas
- «Cuando juego con blancas, gano porque tengo la iniciativa. Cuando lo hago con negras, gano porque soy Bogoljubow».

- «En este torneo tengo una ventaja inicial, pues soy el único de los participantes que no ha de enfrentarse con Bogoljubow»